# Bahraini Premier League 2016/17
Die Bahraini Premier League 2016/17 war die 61. Spielzeit der höchsten bahrainischen Fußballliga seit ihrer Gründung 1956. Die Saison begann am 8. September 2016 und endete am 13. Mai 2017. Titelverteidiger war al-Hidd.

## Modus
Die Vereine spielten ein Doppelrundenturnier aus, womit sich insgesamt 18 Spiele pro Mannschaft ergaben. Es wurde nach der 3-Punkte-Regel gespielt (drei Punkte pro Sieg, ein Punkt pro Unentschieden). Die Tabelle wurde nach den folgenden Kriterien bestimmt:
1. Anzahl der erzielten Punkte
2. Tordifferenz aus allen Spielen
3. Anzahl Tore in allen Spielen

Am Ende der Saison qualifizierte sich die punktbeste Mannschaft für die erste Qualifikationsrunde der AFC Champions League 2018. Zusätzlich nahm der Sieger des Bahraini King’s Cups an der Gruppenphase des AFC Cup 2018 teil.
Die zwei Vereine mit den wenigsten Punkten stiegen in die zweitklassige Bahraini Second Division ab.

## Teilnehmer
Der Bahrain Club kehrte nach einjähriger Abstinenz als Meister der Bahraini Second Division 2015/16 wieder zurück in die Bahraini Premier League. Der zweite Aufsteiger, der al-Najma Club, spielte zuletzt in der Saison 2013/14 in der höchsten bahrainischen Liga.
Die zwei Aufsteiger ersetzten die zwei letztplatzierten Vereine der Saison 2015/16, der Busaiteen Club und der Sitra Club. Der Sitra Club musste nach nur einem Jahr in der Bahraini Premier League wieder in die Bahraini Second Division zurück. Für den Busaiteen Club bedeutete der Abstieg das Ende seiner 17-jährigen Zugehörigkeit zum bahrainischen Fußball-Oberhaus.
Obwohl die meisten Vereine ein eigenes Stadion haben, finden die Spiele ausschließlich im Nationalstadion Bahrain in Riffa, im Khalifa Sports City Stadium in Madinat Isa oder im al-Ahli Stadium in Manama statt.
| Verein          | Beheimatet in  |
| --------------- | -------------- |
| al-Ahli         | Manama         |
| al-Hala         | Halat Bu Maher |
| al-Hidd         | al-Hidd        |
| al-Najma Club   | Manama         |
| al-Riffa SC     | Riffa          |
| Bahrain Club    | Manama         |
| East Riffa Club | Riffa          |
| Malkiya Club    | Malkiya        |
| Manama Club     | Riffa          |
| Muharraq Club   | al-Muharraq    |

## Abschlusstabelle
| Pl. | Verein            | Sp. | S | U | N | Tore    | Diff. | Punkte |
| --- | ----------------- | --- | - | - | - | ------- | ----- | ------ |
| 1.  | Malkiya Club      | 18  | 9 | 6 | 3 | 024:160 | +8    | 33     |
| 2.  | al-Riffa SC       | 18  | 9 | 4 | 5 | 032:160 | +16   | 31     |
| 3.  | al-Hidd (M)       | 18  | 9 | 4 | 5 | 027:230 | +4    | 31     |
| 4.  | Manama Club       | 18  | 9 | 3 | 6 | 029:190 | +10   | 30     |
| 5.  | Muharraq Club (P) | 18  | 8 | 5 | 5 | 030:230 | +7    | 29     |
| 6.  | East Riffa Club   | 18  | 6 | 4 | 8 | 023:250 | −2    | 22     |
| 7.  | al-Ahli           | 18  | 5 | 5 | 8 | 016:240 | −8    | 20     |
| 8.  | al-Najma Club (N) | 18  | 3 | 8 | 7 | 020:320 | −12   | 17     |
| 9.  | Bahrain Club (N)  | 18  | 3 | 7 | 8 | 018:270 | −9    | 16     |
| 10. | al-Hala           | 18  | 2 | 8 | 8 | 011:250 | −14   | 14     |

| Zum Saisonende 2016/17: |
| Bahrainischer Meister und Teilnahme an der ersten Qualifikationsrunde zur AFC Champions League 2018 Pokalsieger und Teilnahme an der Gruppenphase des AFC Cup 2018 Abstieg in die Bahrain Second Division 2017/18 |

| Zum Saisonende 2015/16: |                                                                                   |
| (M)                     | Amtierender Meister: al-Hidd                                                      |
| (P)                     | Amtierender Pokalsieger: Muharraq Club                                            |
| (N)                     | Aufsteiger aus der Bahraini Second Division 2015/16: Bahrain Club & al-Najma Club |

## Statistiken

### Kreuztabelle
Die Kreuztabelle stellt die Ergebnisse aller Spiele der regulären Season dar. Die Heimmannschaft ist in der linken Spalte, die Gastmannschaft in der oberen Zeile aufgelistet.
| Saison 2016/17  | AHL | HAL | HID | NAM | RIF | BAH | RIC | MAL | MAN | MUH |
| al-Ahli         |     | 2:0 | 1:3 | 2:1 | 1:1 | 0:0 | 1:1 | 1:1 | 0:1 | 1:1 |
| al-Hala         | 0:0 |     | 0:1 | 1:1 | 1:3 | 0:0 | 0:1 | 0:0 | 0:3 | 1:1 |
| al-Hidd         | 0:2 | 0:0 |     | 2:0 | 0:5 | 5:2 | 2:0 | 1:1 | 0:1 | 2:3 |
| al-Najma Club   | 0:2 | 2:1 | 3:3 |     | 1:4 | 2:1 | 1:0 | 2:2 | 2:6 | 1:2 |
| al-Riffa SC     | 6:0 | 0:1 | 0:1 | 0:0 |     | 1:1 | 0:2 | 2:0 | 0:1 | 1:2 |
| Bahrain Club    | 2:1 | 2:0 | 0:0 | 1:1 | 1:2 |     | 2:2 | 1:2 | 0:2 | 1:1 |
| East Riffa Club | 0:1 | 2:2 | 0:1 | 1:1 | 2:3 | 3:0 |     | 1:3 | 1:0 | 0:3 |
| Malkiya Club    | 1:0 | 0:0 | 2:1 | 0:0 | 1:2 | 3:2 | 3:0 |     | 1:0 | 2:1 |
| Manama Club     | 4:1 | 3:4 | 1:2 | 2:2 | 1:1 | 1:0 | 1:3 | 1:0 |     | 1:1 |
| Muharraq Club   | 2:1 | 4:0 | 2:3 | 2:0 | 1:1 | 1:2 | 1:4 | 1:2 | 1:0 |     |

### Torschützenliste
Bei gleicher Anzahl von Toren sind die Spieler alphabetisch sortiert.
| Platz                  | Nat                          | Spieler            | Mannschaft      | Tore |
| ---------------------- | ---------------------------- | ------------------ | --------------- | ---- |
| 01                     | Brasilien                    | Everton            | Manama Club     | 11   |
|                        | Kongo Demokratische Republik | Doris Fuakumputu   | Muharraq Club   | 11   |
| 03                     | Bahrain                      | Sami al-Husaini    | East Riffa Club | 10   |
|                        | Nigeria                      | Ifedayo Olusegun   | al-Hidd         | 10   |
| 05                     | Bahrain                      | Ismail Abdullatif  | Muharraq Club   | 07   |
|                        | Nigeria                      | Uche Agba          | al-Hidd         | 07   |
| 07                     | Bahrain                      | Essa Abdulwahab    | Malkiya Club    | 06   |
|                        | Bahrain                      | Isa Moosa          | Manama Club     | 06   |
|                        | Bahrain                      | Mohamed al-Romaihi | al-Riffa SC     | 06   |
| Stand: Ende der Saison |                              |                    |                 |      |